# Krasnyje Vorota (metrostation Moskou)
Krasnyje Vorota (Russisch: Кра́сные воро́та) is een metrostation in de Russische hoofdstad Moskou aan de Sokolnitsjeskaja-lijn.
Het station is genoemd naar de monumentale Rode Poort (Krasnyje Vorota) die tot 1928 op de kruising van de Tuinring en de Kalanzevskastraat (Kalanzevskaja) stond.

## Ontwerp
Het station is ontworpen door de architecten Ivan Fomin en N. Andrikanis. Het is een van de eerste vier diepgelegen metrostations in Moskou. Het concept van een pylonenstation met drie buizen was ontwikkeld voor vier stations in de binnenstad; Ochotny Rjad, Plosjtsjad Dzerzjinskogo, Tsjistieje Proedy en Krasnyje Vorota. Krasnyje Vorota werd afgewerkt met witte tegels op de wanden en de pylonen werden bekleed met donkerrood Sjrosja-marmer uit Georgië. Op de Wereldtentoonstelling van 1937 werd een model getoond en werd het ontwerp bekroond met de Grand Prix.

## Bouw
Vlak na het metrobesluit van 25 mei 1932 werd begonnen met de bouw van het station. De constructie werd voor het eerst toegepast en de vrees bestond dat de constructie onder het gewicht van de grond er boven zou bezwijken. Het werk vorderde echter gestaag en het station werd zonder vertraging voltooid. Tsjistieje Proedy en Plosjtsjad Dzerzjinskogo zijn wegens de grondgesteldheid echter anders gebouwd en pas in 1971 is Tsjistieje Proedy met modernere technieken alsnog van een middenhal voorzien.

## Toegang
Krasnyje Vorota heeft toegangen aan beide zijden van het perron. De zuidelijke toegang heeft bovengronds een toegangsgebouw dat door 28,4 meter hoge roltrappen met het perron is verbonden. Het door Nikolai Ladovski ontworpen gebouw lijkt op een poort en staat aan de zuidkant van het Rode Poort plein. De oorspronkelijke roltrappen van het model N zijn in 1994 vervangen door roltrappen van het type ET-3M. De noordelijke ingang bevindt zich op de begane grond van het ministerie van zware industrie dat op 31 juli 1954. Het door Aleksej Doesjkin ontworpen ministerie is een van de, uit de Stalinistische architectuur stammende, zeven zusters in Moskou.
Door de bodemgesteldheid moesten de roltrappen worden gesplitst en werd ook een knik aangebracht. De reizigers dalen eerst 11,5 meter af naar een tussenhal en vervolgens gaat het nog 18,5 meter naar beneden naar het perron.

## Operationeel
In 1952 was het het eerste metrostation in Moskou dat van toegangspoortjes werd voorzien. Op 26 mei 1962 werd het station, ter ere van de Russische schrijver Michail Lermontov, omgedoopt in Lermontovskaja. De naamsverandering werd op 25 augustus 1986 teruggedraaid, maar het borstbeeld van de schrijver is nog altijd in het station aanwezig.

## Galerij

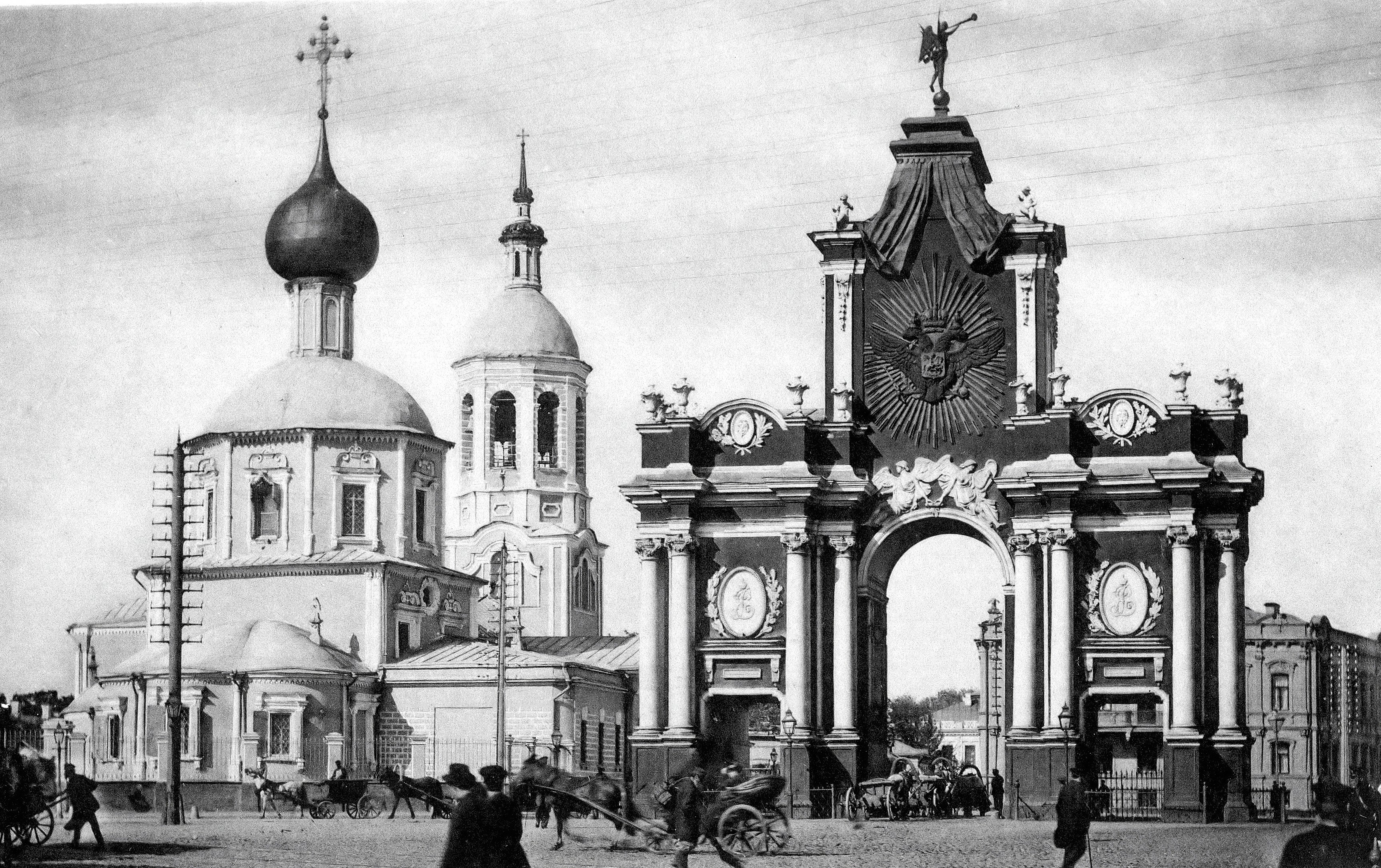
De Kerk van de drie Heilige Hiërarchen uit 1674 en de Rode Poort (Krasnyje Vorota uit 1753) rond 1900
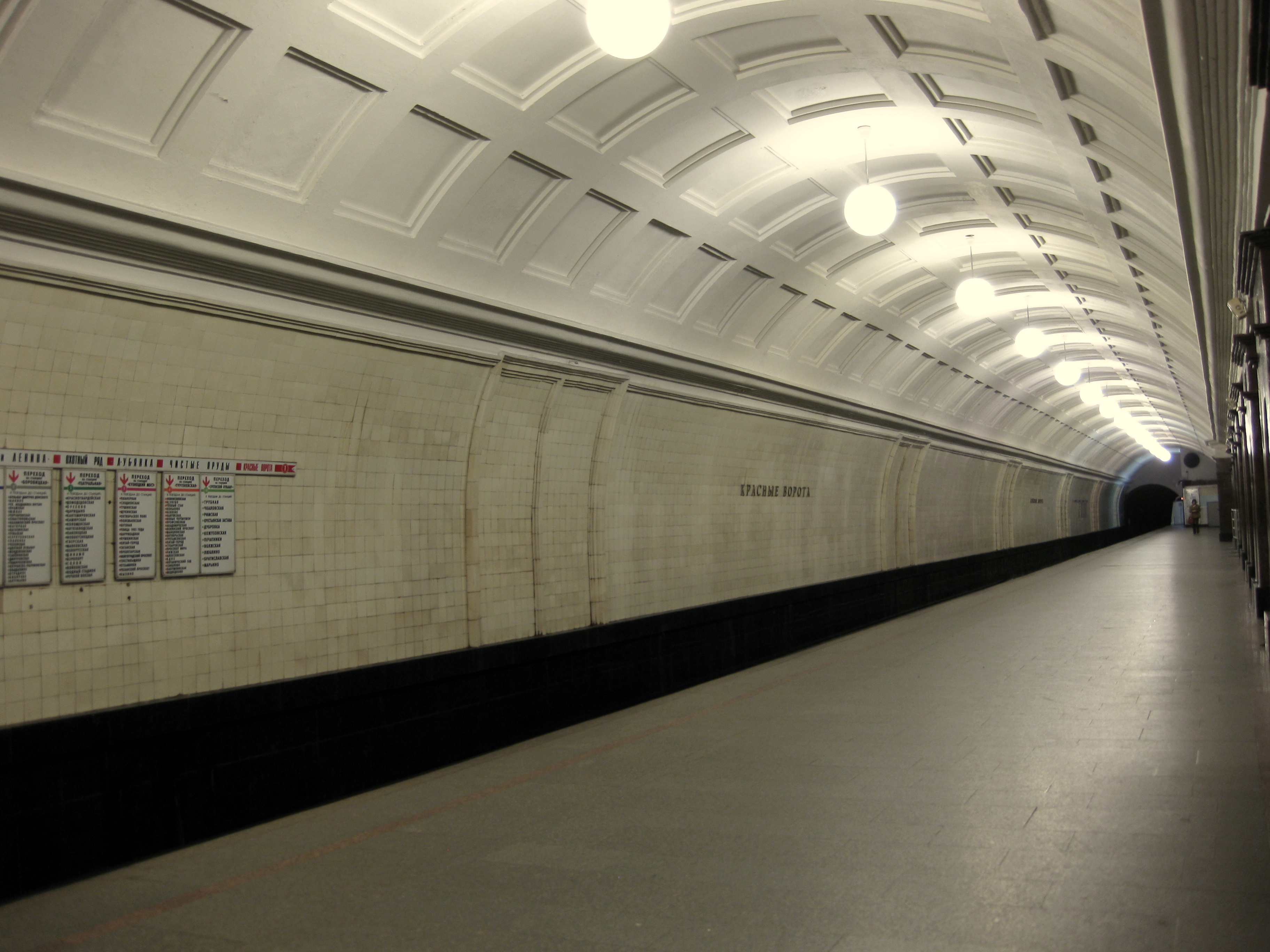
Het perron
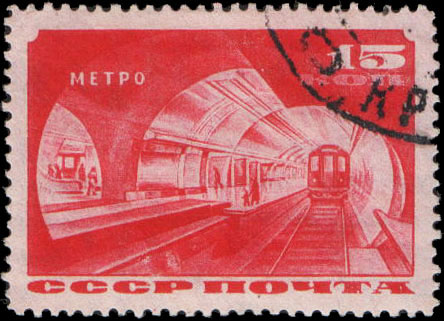
Postzegel met het ontwerp pylonenstation, uitgegeven ter gelegenheid van de opening in 1935
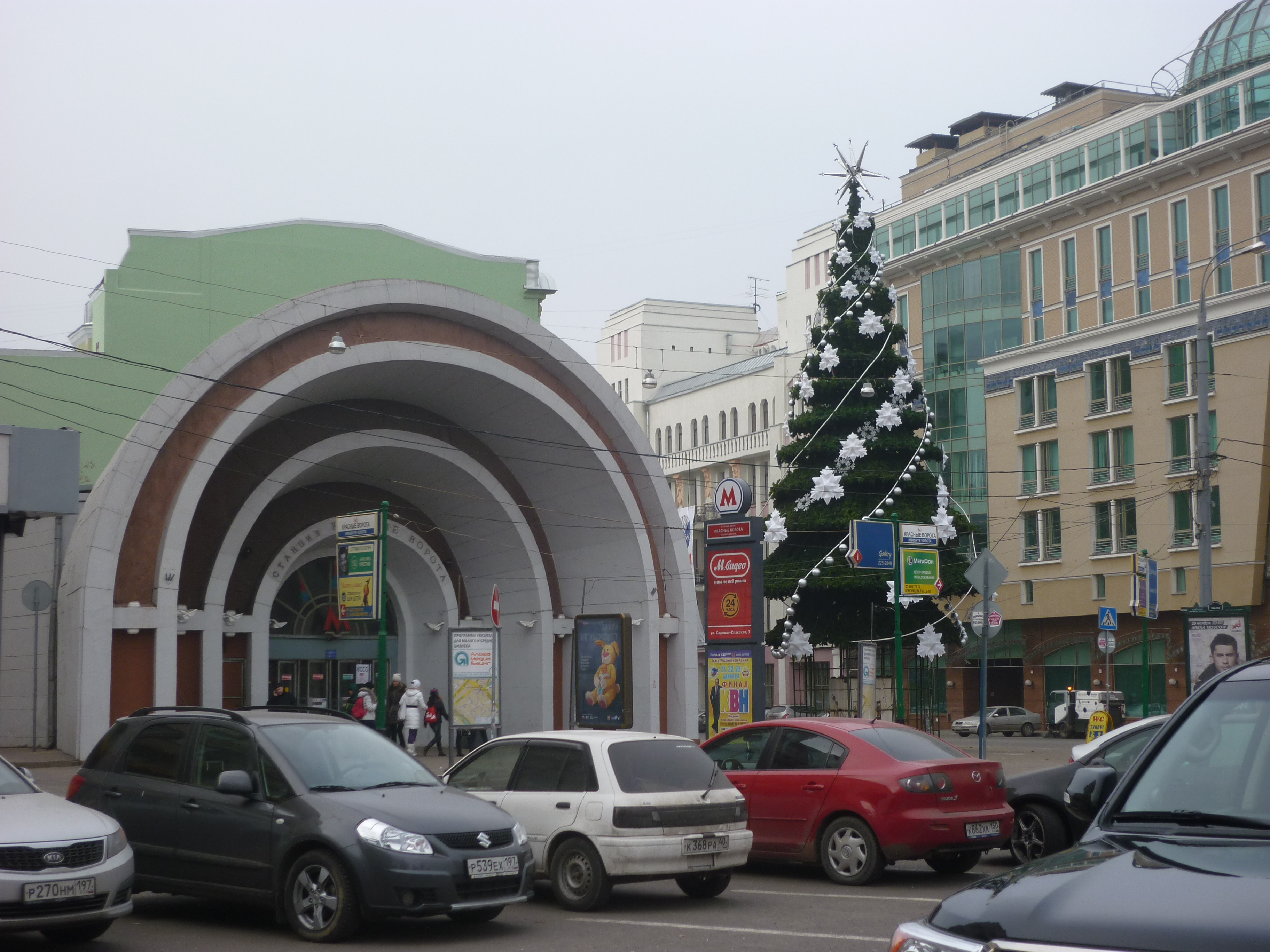
Het zuidelijk toegangsgebouw
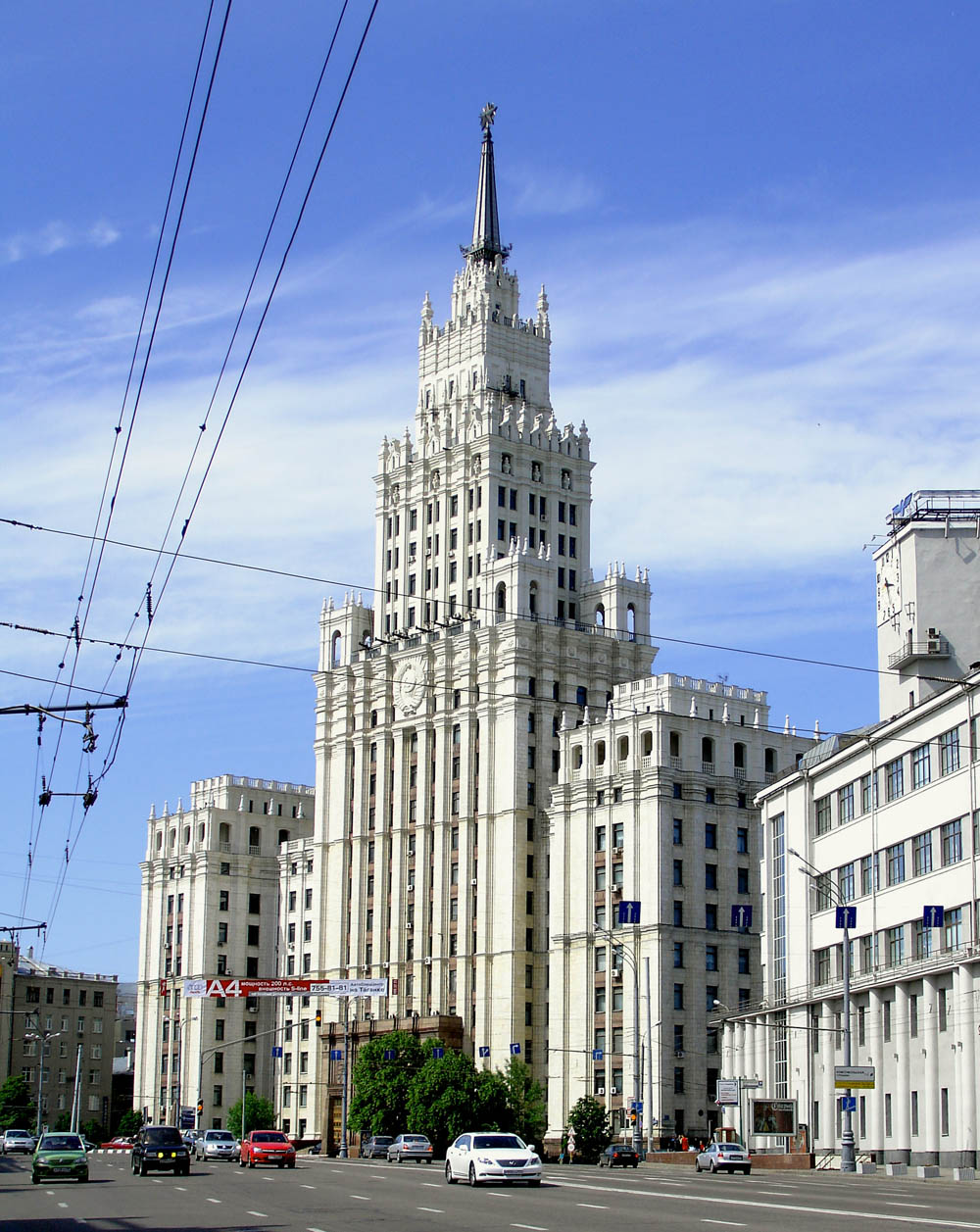
Het ministerie
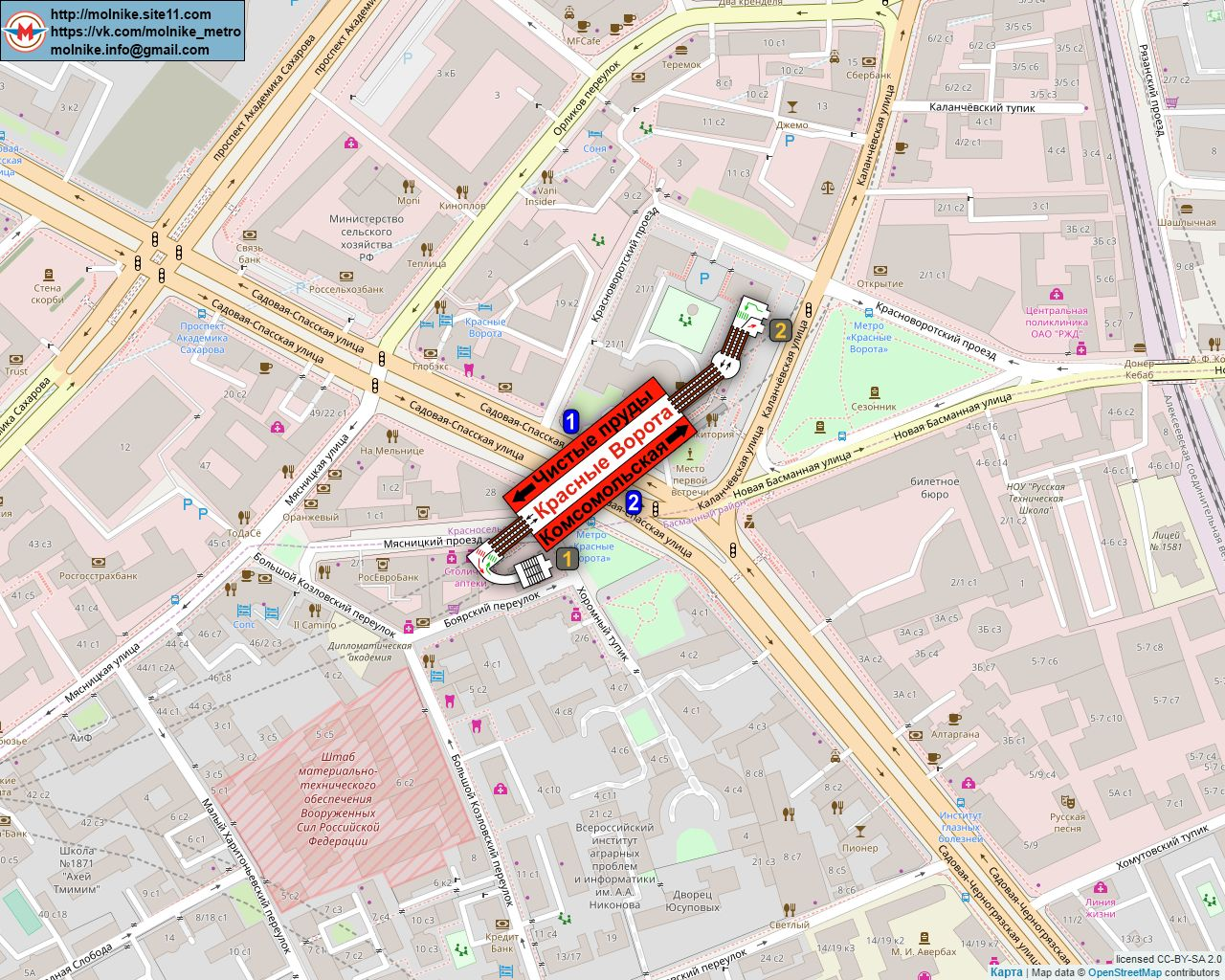
De ligging van het station